# Julien Freund
Pour les articles homonymes, voir Freund.
Julien Freund, né le 9 janvier 1921 à Henridorff et mort le 10 septembre 1993 à Colmar, est un philosophe, sociologue et résistant français.
Freund fut un « libéral-conservateur insatisfait », selon Pierre-André Taguieff. Son œuvre de sociologue et de théoricien du politique prolonge celle du juriste constitutionnaliste et théoricien du droit Carl Schmitt. Il fut aussi un médiateur entre les pensées allemande et française. Il participa aux travaux du GRECE, société savante d'extrême droite. 
Parlant le francique lorrain du fait de son lieu de naissance, Julien Freund — comme beaucoup de personnes issues de la partie germanophone du département mosellan — s’exprimait par ailleurs aussi bien en français qu’en allemand. Par ses traductions et ses travaux, il est considéré comme le principal introducteur de Max Weber en France même si certaines de ses traductions sont aujourd'hui contestées. Il publia un grand nombre d’articles en français ainsi qu'en allemand et ses œuvres ont été traduites en près de 20 langues. 

## Biographie
Né à Henridorff (Moselle) le 8 janvier 1921, d'un père ouvrier socialiste et d'une mère paysanne, Julien Freund était l'aîné de six enfants. Il est bachelier à 15 ans en 1936. Après la mort de son père en 1938, il doit interrompre prématurément ses études et devint instituteur dès l'âge de 17 ans et secrétaire de mairie dans son village natal.
Son frère Antoine, enrôlé de force comme « malgré-nous » dans la Wehrmacht, fut blessé à la bataille d'Orel en Russie et déserta, ce qui aurait dû entraîner la déportation du reste de la famille qui œuvrait par ailleurs dans la résistance lorraine et faisait partie de réseaux de passeurs lorrains. Fort heureusement, ils réussirent, grâce à une complicité, à faire disparaître le dossier compromettant détenu par la Gestapo. 

### La résistance
Pendant la Seconde Guerre mondiale, il participa activement à la Résistance. En juillet 1940, il est pris en otage par l’armée allemande  dans son village natal durant trois semaines à la suite d’un attentat commis par des enfants. Il est ensuite membre du mouvement de résistance Libération fondé par Jean Cavaillès. Il parvint à passer en zone libre et, dès janvier 1941, milita à Clermont-Ferrand (où s’était repliée l'université de Strasbourg) dans le mouvement Libération d’Emmanuel d’Astier de La Vigerie, puis dans les groupes-francs de Combat animés par Henri Frenay, tout en achevant une licence de philosophie.
Arrêté en juin 1942 à Strasbourg, puis en septembre à Lyon, il fut avec Emmanuel Mounier l’un des accusés du procès Combat. Incarcéré à la prison centrale d'Eysses, puis à la forteresse de Sisteron, il parvint à s'évader le 8 juin 1944 et rejoignit jusqu'à la Libération les maquis FTP des Basses-Alpes et de la Drôme. Incorporé avec le grade de sergent-chef, il participe aux combats de Séderon (8 août) et de Nyons (22 août)) contre la division SS Oberland. Selon Le Maitron, indigné par des « atrocités commises par des maquisards communistes, notamment l’exécution d’une institutrice innocente précédée d’un viol collectif », Julien Freund se fait démobiliser le 17 septembre. Rentré à Strasbourg en novembre 1944, il se consacra quelque temps au journalisme et à l’action politique, expériences qui furent pour lui une source de déception en même temps que le point de départ d'une longue réflexion. 
À la libération, il découvre l’épuration sauvage et les règlements de compte partisans, ce qui le bouleverse profondément.

### Après la guerre
Il fut en 1945-46 responsable départemental du Mouvement de libération nationale (MLN) de la Moselle, et eut pendant quelque temps une activité de représentant syndical comme secrétaire académique du SNES. En 1945-1946, il fut secrétaire départemental de l'Union démocratique et socialiste de la Résistance en Moselle.
Gaulliste de la première heure et régionaliste, comme le rappellent Taguieff et bien d’autres, Freund fut comme Schuman, dès le retour de la paix, un partisan de la réconciliation franco-allemande et de l’Europe. Il fut également élu conseiller municipal de la ville de Sarrebourg où la mairie[pas clair] lui échappa de peu.

### Carrière universitaire
Dès 1946, il bifurque vers l'enseignement secondaire. Il est reçu à l’agrégation de philosophie en 1949, puis enseigne successivement au collège Mangin de Sarrebourg (1946-49), au lycée Fabert de Metz (1949-53) et au lycée Fustel de Coulanges de Strasbourg (1953-60).
De 1960 à 1965, il est chargé puis maître de recherche au CNRS, spécialisé dans les études d’analyse politique. Il soutient en 1965 à Paris sa thèse de doctorat d’État préparée sous la direction de Jean Hyppolite, puis de Raymond Aron, L’essence du politique. L'année suivant la soutenance de sa thèse de doctorat ès lettres à la Sorbonne, il est élu professeur de sociologie à l’université de Strasbourg, où il est le principal fondateur puis le directeur de la faculté des sciences sociales. Il y crée un certain nombre d’institutions, comme l'Institut de polémologie de Strasbourg (témoignage de sa proximité avec Gaston Bouthoul), le Centre de recherches et d'études en sciences sociales (en 1967), la Revue des sciences sociales de la France de l'Est (en 1972) ou le Centre de recherche en sociologie régionale (1973). Il enseigne également de 1973 à 1975 au Collège d’Europe de Bruges, puis en 1975 à l'université de Montréal.
Nommé en 1979 président de l'Institut international de philosophie politique, il prend peu de temps après une retraite anticipée, réprouvant les évolutions de l’enseignement et de l’administration universitaires. Retiré à Villé, il se consacra entièrement à ses livres. Il est également durant cette période un conférencier à l'international.

### Dernières années
Julien Freund avait refusé de quitter sa Lorraine natale tout comme l’Alsace où il s’était établi pour venir s’installer dans la capitale : « Kant vivait à Königsberg et non à Berlin », répondait-il à ceux qui s’en étonnaient. Il était amateur de peinture — il avait épousé en 1948 la fille du peintre alsacien René Kuder (1882-1962), Marie-France, pharmacienne, dont il avait fait la connaissance à Gergovie dans la résistance. Ils auront deux fils, René et Jean-Noël. 
Il affectionnait aussi la gastronomie régionale : « L’honneur de la cuisine alsacienne est d’être alsacienne, donc à nulle autre pareille, même à l’intérieur de l’Hexagone. »[pertinence contestée]
Il sera enterré à Villé. Il était un homme de foi. Lecteur de Chestov et de sa théologie négative, qui enseignait que l’impérialisme du savoir obscurcit le gouffre de la vie, Julien Freund supportait mal que la science envahisse tout et veuille supplanter la métaphysique et la foi religieuse. Après l’éclipse religieuse de sa jeunesse, il était revenu vers la foi de ses parents notamment celle de sa mère. Pour sa messe d’enterrement, il avait souhaité qu’on interprétât le Dies iræ, qui fut chanté par la chorale des étudiants de Strasbourg.

## Distinctions
Il est intronisé citoyen d'honneur de la commune de Sélestat en 1984 par le maire d’alors. 
En 1993, Julien Freund s’est vu remettre par Pierre Chaunu le prix Émile-Girardeau de l'Académie des sciences morales et politiques pour l’ensemble de son œuvre[source insuffisante].

## Travaux
Marqué par la pensée de Max Weber, de Georg Simmel, de Vilfredo Pareto et de Carl Schmitt, auteurs qu'il contribua à mieux faire connaître en France, Julien Freund s'était imposé avec son livre sur L'Essence du politique, issu de la thèse de doctorat qu'il avait soutenue le 26 juin 1965 sous la direction de Raymond Aron devant un jury composé notamment de Raymond Polin, Paul Ricœur et Jean Hyppolite et du germaniste Pierre Grappin, le philosophe Jean Hippolyte ayant préféré se récuser de la direction en raison de ses convictions pacifistes et notamment de l'idée défendue dans la thèse qu'il ne peut y avoir de politique sans ennemi.
Par ses traductions et ses travaux, Julien Freund est considéré comme le principal introducteur de Max Weber en France avec Raymond Aron. Néanmoins, ses traductions sont contestées par certains sociologues. En effet, le travail d'Isabelle Kalinowski a mis la lumière sur les limites de la traduction de Freund, notamment sur le concept de neutralité axiologique. La plupart des sociologues considèrent aujourd'hui que la notion de Wertfreiheit, quand elle est traduite par « neutralité axiologique » est « une traduction équivoque et insatisfaisante ». La problématique de la Wertfreiheit ne serait pas celle de l'adhésion en soi à des valeurs, « mais celle de l'usage malhonnête qui peut être fait des valeurs lorsqu'elles sont présentes sans être données comme telles par l'enseignant abusant de la position dominante que lui confère sa position. »,
Julien Freund est le second découvreur de Carl Schmitt en France. Comme le souligne David Cumin, maître de conférences à la faculté de droit de l'université Jean-Moulin-Lyon-III : « Courageusement, Freund a donc été l’avocat de Schmitt… alors que lui-même n’était que partiellement « schmittien » ! C’est ce que révèle la comparaison de leur conception du politique, aussi bien les formes et intentions des ouvrages clés que les approches et les contenus. Malgré des prémisses wébériennes communes, les différences sont sensibles. Au regard de ces analyses évoquer une fascination de Freund pour Schmitt est intellectuellement faux et erroné, car ce serait induire l’idée d’une subjugation de Freund par Schmitt, Freund s'était intéressé au politique avec la relation ami-ennemi de Schmitt et sa théorie du partisan. Ces études révélaient par ailleurs qu'essentiellement pour Carl Schmitt la politique relevait d'une finalité théologale supplantant tout alors que pour Freund elle visait la concorde intérieure et la paix extérieure, sa finalité étant le bien commun. 
Influencé par Carl Schmitt, il s'efforce dans sa thèse d'analyser les catégories fondatrices du politique, insistant sur la triple relation entre obéissance et commandement, ami et ennemi, public et privé. Il ne cessera, par la suite, de s'intéresser aux invariants de l'esprit humain, qu'il s'agisse de l'esthétique, de l'éthique, de l'économique ou du religieux. Il a également mis en évidence le rôle du tiers en reprenant les théories du conflit posées par Weber et Simmel dans sa Sociologie du conflit. Julien Freund était essentialiste ; il cherchait les invariants des activités humaines, invariants qui les sous-tendaient, quel que soit le régime politique ou l'époque. « Il y a une essence du politique. » De même pour l’économique, l’art, le religieux. Et ces activités sont autonomes. Freund est un réaliste politique caractérisé par sa volonté de penser le réel. Dans ce sens, la critique principale qu'il adresse au socialisme, c'est d'être une variante de la pensée utopique
Attaché à la démocratie, Freund considère qu’elle est un régime politique et réside dans la manière tempérée d’appliquer la contrainte, mais qu’elle peut se corrompre par « démocratisation » étant entendu que le politique ne doit pas résoudre tous les problèmes. On voit mal le politique résoudre les problèmes de l’art ou du religieux. À l’inverse, il n’appartient pas au religieux d’imposer tous ses principes au politique en démocratie. Il attire également l’attention sur les corruptions du langage et la ruse « La démocratie se décompose quand elle dilapide la sincérité en démagogie et en flatterie ». Il constate que la démocratie « bien qu'elle soit le régime politique le plus humain » n'échappe pas à la violence.
Il lui préfère ce qu'il nomme « la mésocratie », terme qu'il emploie pour la première fois en 1978 et qui serait « le régime de la mesure ». Pour lui le terme de démocratie a été galvaudé. « Quand tout le monde est démocrate, personne n’est démocrate. » « La mésocratie est comme la racine grecque permet de le deviner, un pouvoir qui respecte une certaine mesure, un pouvoir qui est entouré de contre-pouvoirs. Il n’y a rien de plus terrible que le pouvoir solitaire. » Les contre-pouvoirs doivent contrôler le pouvoir ce qui suppose une constitution. La liberté c’est aujourd’hui et non demain. Plutôt que de parler de la « liberté » J. Freund préfère utiliser le terme de libertés concrètes, de la liberté de la presse, d’association, de conscience. Si l’on ne donne pas d’abord les libertés concrètes, on n’aura jamais la liberté au singulier. Dans la mésocratie telle que la conçoit Julien Freund la séparation des pouvoirs se fait automatiquement du fait qu’il y a plusieurs pouvoirs. Il rappelle également que la politique confisque la violence pour la domestiquer dans une sorte de monopole du pouvoir et elle est la seule à pouvoir le faire sinon ce sera la guerre civile.
Pour l'historien des idées espagnol Jerónimo Molina Cano (es) qui a consacré une thèse au philosophe du politique français, l'élément fondamental de la pensée freundienne de la liberté est le principe ordonnateur de la limite. C'est ce principe qui s'oppose à la démesure dans tous les domaines de l'action humaine La distinction entre le privé et le public, selon Freund, « sous-tend toutes les structures politiques connues ». La communauté sociale ou politique ne couvre jamais toutes les activités ou relations sociales. Certaines de ces activités ou relations restent en dehors de la sphère publique et en tant que telles sont décrites comme privées. Si la frontière qui sépare le public du privé varie ainsi à travers l'histoire, aucun système politique ne peut mettre fin à cette distinction « sans périr lui-même». Un pouvoir qui supprime totalement le privé en s'introduisant partout devient « totalitaire ».
En 1984 paraît La Décadence, qui fait suite à La Fin de la Renaissance (1980). L'ouvrage est une somme, selon l'expression de Taguieff. Il sort à peu près en même temps que Plaidoyer pour une Europe décadente de Raymond Aron. L'ouvrage traduit l'esprit de synthèse de Julien Freund.
Dans Racisme Antiracismes (1986), ouvrage qu'il codirige avec André Béjin, il s'efforce de montrer que l'antiracisme comme le pacifisme peuvent être manipulés, jugeant qu'« il est aussi stupide de nier l'existence du racisme que de le voir partout ». Il prend parfois position sur des questions d'actualité comme l'affaire Rushdie, auteur des Versets sataniques : ce qui serait en jeu ce serait la liberté de création, présentée comme une espèce d'absolu dans la littérature ou dans l'art. Freund n'approuve ni l'un ni l'autre au motif que toute civilisation a pour fondement une hiérarchie des valeurs et des normes qu'un absolu réduirait à néant. Quelle que soit la civilisation, les valeurs ne se valent pas, ou bien elle devient moribonde. En cela il rejoint la pensée de Max Weber sur « Le polythéisme des valeurs », mais se distancie de la pensée prédominante.
Philosophe de formation, Freund souhaitait remettre la philosophie à l’honneur et notamment la métaphysique. Il y œuvra dans Philosophie Philosophique. Sa dernière œuvre achevée sera L'essence de L’Économique. Il mourra peu après.  
Ses travaux ont fortement influencé plusieurs de ses anciens élèves, la philosophe Chantal Delsol et le sociologue Michel Maffesoli, mais aussi Pierre-André Taguieff qui considère que Freund compte parmi les rares penseurs du politique que la France a connus au XXe siècle.

## Proximité avec la Nouvelle Droite
Son appropriation d'un certain nombre de concepts de Carl Schmitt, indissociable de son approche fondamentalement agonistique du politique, de même que son engagement dans la revue Nouvelle École du Groupement de recherche et d'études pour la civilisation européenne (GRECE ; il fait partie du comité de patronage de la revue) et sa publication dans la revue Nationalisme et République ainsi que dans « Thule Seminar » de Pierre Krebs font de lui pour Alain Bihr un penseur engagé auprès de groupuscules d’extrême droite[Lesquels ?].[réf. nécessaire]
Ainsi, Julien Freund participe au Congrès du GRECE en 1975 et en 1984. Le thème de ce dernier congrès est alors « Des élites pour quoi faire ? ». Freund y intervient aux côtés de Alain de Benoist, Pierre Bercot, Jacques Bompaire et Armin Mohler (ancien secrétaire d'Ernst Jünger et longtemps conseiller de Franz Josef Strauss). Sa contribution portait le titre de « Plaidoyer pour l’aristocratie ». 
Il intervient ainsi dans le premier numéro de la revue Elemente (pendante de la revue Éléments du GRECE) et qui compte plusieurs plumes historiques de l’extrême-droite. Communiste libertaire et spécialiste de l’extrême droite,, Alain Bihr voit dans cette collaboration à la revue Elemente la preuve d’un engagement de Julien Freund aux côtés de nostalgiques du nazisme. En effet, selon Bihr, « cautionner une revue publiant des textes de dignitaires nazis ne semble pas avoir particulièrement dérangé Julien Freund ».
Cette accusation, compte tenu du passé reconnu de résistant et déporté de Julien Freund, a entrainé de vives réactions parmi ceux qui le connaissaient. Julien Freund lui-même a récusé le nazisme sous toutes ses formes sa vie durant[réf. nécessaire]. Il s’agit d’une conclusion isolée d’Alain Bihr[réf. nécessaire]  qui pose la question de sa pertinence, car on n’en trouve aucune autre équivalente dans la littérature extrêmement abondante consacrée à Julien Freund, ne serait-ce dans les deux recensions quasi exhaustives de Piet Tommissen (de). Jean-Paul Sorg le défend en excipant de « son expérience même de maquisard et puis de militant politique, si brève fût-elle ».
Jean Hur dans Biographie alsacienne Heimetsproch rapporte cette remarque de Julien Freund : « C’est avec le sourire que j’accumule les diverses manières de me classer politiquement, depuis l’extrême-gauche jusqu’à l’extrême-droite ».

## Ouvrages
- L’Essence du politique (Sirey, 1965 ; Dalloz, 2003, 870 p.)
- Sociologie de Max Weber (PUF, 1966 et 1983).
- Europa ohne Schminke (Drückerei Winkelhagen, Goslar 1967).
- Qu’est-ce que la politique ? (Seuil, 1968 et 1978).
- Max Weber (Collection « Sup-Philosophie » PUF, 1969).
- Le Nouvel âge. Éléments pour la théorie de la démocratie et de la paix (Marcel Rivière, 1970).
- Le Droit d’aujourd’hui (PUF, 1972).
- Les Théories des sciences humaines (PUF, 1973).
- Pareto. La théorie de l’équilibre (Seghers, 1974).
- Georges Sorel. Eine geistige Biographie, Siemens-Stiftung, Munich, 1977.
- Les Problèmes nouveaux posés à la politique de nos jours (Université européenne des affaires, 1977).
- Utopie et violence (Marcel Rivière, 1978).
- Il luogo della violenza (Cappelli, Bologna 1979).
- La Fin de la Renaissance (PUF, 1980).
- La crisis del Estado y otros estudios (Instituto de Ciencia política, Santiago de Chile 1982).
- Idées et expériences. Les activités sociales : regards d’un sociologue (Institut des Sciences Politiques et Sociales de l’U.C.L., Louvain-la-Neuve 1983).
- Sociologie du conflit (PUF, 1983).
- Idées et expériences (Institut de sociologie de l’UCL, Louvain-la-Neuve 1983).
- La Décadence. Histoire sociologique et philosophique d’une catégorie de l’expérience humaine, Sirey, 1984 ; rééd. Éditions du Cerf, contribution Pierre-André Taguieff, préf. Jéronimo Molina Cano, 588 p., 2023  (ISBN 978-2204137492)[40]
- Philosophie et sociologie, Cabay, Louvain-la-Neuve, 1984.
- Politique et impolitique, Sirey, 1987.
- Philosophie philosophique, Découverte, 1990.
- Études sur Max Weber, Droz, Genève, 1990.
- Essais de sociologie économique et politique, Faculté catholique Saint-Louis, Bruxelles 1990.
- L’Aventure du politique. Entretiens avec Charles Blanchet (Critérion, 1991) ; rééd. Perspectives Libres, 2021.
- D’Auguste Comte à Max Weber, Economica, 1992.
- L’Essence de l’économique, Presses universitaires de Strasbourg, Strasbourg, 1993.
- Diritto e Politica. Saggi di filosofia giuridica, Edizioni Scientifiche Italiane, Napoli, 1994.
- Il Terzo, il nemico, il conflitto. Materiali per una teoria del Politico, Giuffrè, Milano,1995.
- Warfare in the modern world: a short but critical analysis, Plutarch Press, Washington D.C., 1996.
- Voci di teoria politica, Antonio Pellicani Editore, Roma, 2001.
- Vista de conjunto sobre la obra de Carl Schmitt, Struhart & Cía., Buenos Aires, 2002.
- Lettres de la vallée : Méditations philosophiques et politiques, posthume, texte inédit établi et annoté par Gilles Banderier, La Nouvelle Librairie, coll. Éternel Retour, Paris, 302 p., 2021  (ISBN 978-2491446642)
- Die Industrielle Konfliktgesellschaft (1977).
- Der Unauffindbare Friede (1964 Berlin pour le 75e anniversaire de Carl Schmitt).
- Die Politik als Heillehre (1974).
- Die Demokratie und das Politische (Berlin 1967, 288 pages).
- Die neue Bewertung des Krieges als Mittel der auswärtigen Politik nach 1870 (1970).

### Traductions
- Max Weber, Le Savant et le Politique, Plon, Paris 1959.
- Max Weber, Essais sur la théorie de la science, Plon, Paris 1965, et Agora/Presses-Pocket, 1992.
- Max Weber, Économie et société, Plon, Paris 1971.

### Autres publications
Son œuvre comprend aussi un nombre très important d’articles, d’essais, de préfaces et de communications. On en trouvera la liste dans une bibliographie de Julien Freund établie par Piet Tommissen (de), qui va jusqu'en 1984 et qui figure en annexe de Philosophie et Sociologie (Cabay, Louvain-la-Neuve, 1984, p. 415-456 : « Julien Freund, une esquisse bio-bibliographique »).
- Julien Freund, Le Politique ou l'art de désigner l'ennemi, textes présentés par Alain de Benoist et Pierre Bérard, Paris, La Nouvelle Librairie, coll. Éternel Retour, 344 p., 2020  (ISBN 978-2491446284)
- Julien Freund, « Racisme et sionisme », Revue des Deux Mondes, mai-juin 2023, p. 129-137.
- Julien Freund, « Georges Sorel », texte établi à partir du manuscrit original et publié en postface à la nouvelle édition des Réflexions sur la violence, Paris, La Nouvelle Librairie, 2023, p. 381-399.
- « Un inédit de Julien Freund : ''L’âge de fer de la décadence'' », Éléments, 204, octobre-novembre 2023, p. 41-43.

### Revues
- Revue européenne des sciences sociales, « Critique des théories du social et épistémologie des sciences humaines : études en l’honneur de Julien Freund », 19, no 54-55, Droz, Genève 1981.
- Revue des sciences sociales de la France de l’Est, « Région et conflits. Hommage à Julien Freund » (Strasbourg), no 10.
- (nl) Tijdschrift voor de studie van de verlichting en van het vrije denken, "Politiek en decadentie volgens Julien Freund", 11, no 4, 1983.
- (it) Studi Perugini, Università degli Studi di Perugia, no 1, 1996.
- (es) Empresas políticas, Sociedad de Estudios Políticos de la Región de Murcia, no 5, 2004.
- Alain Bihr, "L’extrême droite à l’université : le cas Julien Freund", Revue Agone, no 54, 2014.
- Charles Blanchet, "Julien Freund (1921-1993). Le maître de l’intelligence du politique et notre ami à l’« enfance éternelle »", Paysans (París), vol. 37, no 221, 1993, p. 7-20.
- Thierry Paquot, "Julien Freund, l’intellectuel frontière qui n’a pas de frontière", Revue des sciences sociales, no 40, 2008, p. 154-161.